# Al-Maimouna District
Al-Maimouna District är ett distrikt i Irak.   Det ligger i provinsen Maysan, i den sydöstra delen av landet, 300 km sydost om huvudstaden Bagdad.